# Arnaut-Guilhem de Marsan
Pour les articles homonymes, voir Marsan (homonymie).
Arnaut-Guilhem de Marsan est un seigneur et troubadour gascon du XIIe siècle.

## Famille
Arnaut-Guilhem de Marsan est probablement né au château de Marsan à Roquefort dans l'actuel département français des Landes vers 1125. Descendant d'une branche cadette des vicomtes de Marsan, il est coseigneur de Roquefort avec Pierre de Marsan, dont il est un contemporain et le petit-cousin, de Montgaillard et seigneur de Cauna. Ceci fait de lui l'un des plus importants seigneurs landais de son temps. Il décède vraisemblablement entre 1181 et 1185.
Il est l'ancêtre de trois branches de la famille de Marsan issues de ses trois fils :
- celle des co-seigneurs de Marsan, seigneurs de Roquefort et de Montgaillard ;
- celle des seigneurs de Cauna (près de Saint-Sever) ;
- celle des seigneurs de Tardets.

## Biographie
Toujours resté loyal à son suzerain le duc d'Aquitaine et roi d'Angleterre, il est l'un des membres de l'escorte qui accompagne en 1170 depuis Bordeaux jusqu'en Espagne Aliénor Plantagenêt, fille d'Aliénor d'Aquitaine et du roi Henri II pour son mariage avec le roi de Castille Alphonse VIII.
Il est aux côtés de Richard Cœur de Lion en 1177 lorsque celui-ci mate la révolte des vicomtes de Dax, de Bayonne et de Marsan  (Centulle III de Bigorre, le propre cousin d'Arnaut-Guilhem), rébellion au cours de laquelle le vicomte Pierre II de Dax est tué sur les remparts de sa ville et Centule livré au roi Richard qui le fait prisonnier.

## Troubadour
Il est aussi un troubadour qui écrit en gascon la première œuvre d'un nouveau genre : un ensenhamen, c'est-à-dire un guide du bon comportement nobiliaire. On appelle son œuvre l'Ensenhamen del cavaier, que l'on pourrait traduire par le « guide du savoir-vivre du chevalier ».
Il est le seul troubadour attesté formellement dans une charte, en même temps qu'Aliénor d'Aquitaine.